# Arrenurus hungerfordi
Arrenurus hungerfordi är en kvalsterart som beskrevs av Cook 1954. Arrenurus hungerfordi ingår i släktet Arrenurus och familjen Arrenuridae. Inga underarter finns listade i Catalogue of Life.